# Réseau Art nouveau Network

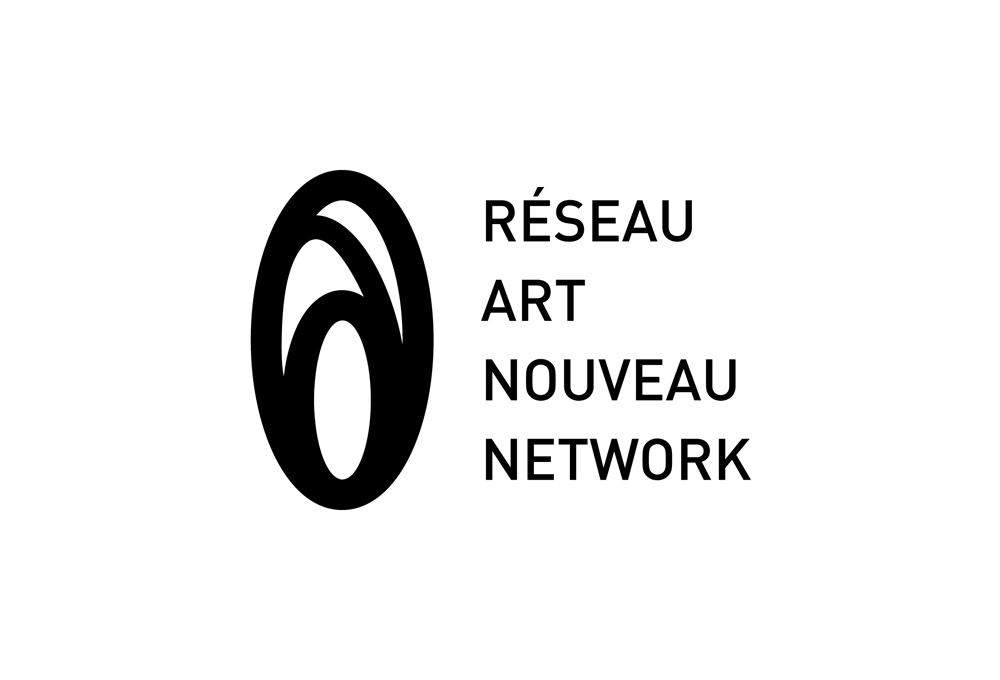
Logo du Réseau Art nouveau Network (RANN).

Le Réseau Art nouveau Network (RANN) est un réseau de coopération entre de grandes villes du monde entier destiné à sauvegarder et mettre en valeur leur patrimoine de style Art nouveau.

## Liste des villes membres du Réseau
Créé en 1999 par le Service des monuments et des sites de la région de Bruxelles-Capitale, il regroupe à l'heure actuelle près d'une vingtaine de villes situées principalement en Europe :
- Ålesund, Norvège
- Aveiro, Portugal
- Bad Nauheim, Allemagne
- Barcelone, Espagne
- Bruxelles, Belgique
- Budapest, Hongrie
- La Chaux-de-Fonds, Suisse
- Darmstadt, Allemagne
- Glasgow, Royaume-Uni
- La Havane, Cuba
- Helsinki, Finlande
- Ljubljana, Slovénie
- région de Lombardie, Italie
- Łódź, Pologne
- Melilla, Espagne
- Nancy, France
- Oradea, Roumanie
- Palerme, Italie
- Reus, Espagne
- Rīga, Lettonie
- Terrassa, Espagne
- Tbilissi, Géorgie
- province de Varèse, Italie
- Vienne, Autriche

Le réseau est membre du réseau des Itinéraires culturels du Conseil de l'Europe.